# Cristóbal Guerra
Cristóbal Guerra (Triana - Cartagena das Índias, 1504) foi um mercador e marinheiro castelhano que participou na exploração da América após a sua descoberta por Cristóvão Colombo em 1492. Junto com Pedro Alonso Niño, chegou à Ilha Margarita e à Costa de las Perlas. Seu nome permaneceria associado ao comércio de pérolas. Apesar de Pedro Alonso ter sido acusado de fraude na volta da viagem na Espanha, Cristóbal foi poupado. Junto com o irmão, participou de mais duas viagens pela região, falecendo na última.